# 李屋乡
李屋乡是中国福建省龙岩市连城县已经撤消的一个乡。2005年，李屋乡并入文亨乡